# Marek Dąbrowski (pilote moto)
Pour les articles homonymes, voir Dąbrowski.
Marek Dąbrowski, né le 16 décembre 1972 à Varsovie (Pologne), est un pilote polonais de rallye-raid, de motocross

## Palmarès

### Résultats au Rallye Dakar
| Année | Catégorie | Marque                 | Position | Victoires d'étapes   |
| ----- | --------- | ---------------------- | -------- | -------------------- |
| 2000  | moto      | Yamaha WR 400F         | 52e      |                      |
| 2001  | moto      | Honda XR 650           | abd      |                      |
| 2002  | moto      | KTM 660 Rallye Replica | 21e      |                      |
| 2003  | moto      | KTM LC4 660 Rallye     | 9e       |                      |
| 2005  | moto      | KTM LC4 660 Rallye     | 11e      |                      |
| 2006  | moto      | KTM LC4 660 Rallye     | abd      |                      |
| 2007  | moto      | KTM LC4 660 Rallye     | 24e      |                      |
| 2009  | moto      | KTM 690 Rallye         | abd      |                      |
| 2010  | moto      | KTM 660 Rallye         | 33e      |                      |
| 2011  | moto      | KTM 660 Rallye         | 17e      |                      |
| 2012  | moto      | KTM 450 RR             | 29e      |                      |
| 2013  | moto      |                        | 80e      |                      |
| 2014  | auto      |                        | 7e       | (avec Jacek Czachor) |
| 2015  | auto      |                        | 23e      | (avec Jacek Czachor) |
| 2016  | auto      |                        | 28e      | (avec Jacek Czachor) |